# Перло многоценное
«Перло многоценное» (з-рус. Перло многоцѢнное) — религиозный памятник XVII века на западнорусском языке, написанный богословом Кириллом Транквиллионом-Ставровецким и опубликованный в 1646 году. В 1699 году перепечатан в Могилёве.
Сборник состоит из большого предисловия, пяти прозаических статей и 21-го стиха. Это размышления и поучения о Святой Троице, Богородице, Иисусе Христе, ангелах, апостолах и святых, проповеди на Рождество и Пасху, морально-назидательные диалоги и орации. Сборник предназначался как пособие для учителей, учащихся школ и проповедников. Автор сборника придерживался прокатолических позиций и вёл полемику с представителями реформационных течений. Рукопись была запрещена цензурой в Русском царстве.